# غوبال براساد
غوبال براساد (بالإنجليزية: Gopal Prasad)‏ هو رياضياتي أمريكي، ولد في 31 يوليو 1945 في Ghazipur ‏ في الهند.